# 両当県
両当県（りょうとう-けん）は中華人民共和国甘粛省隴南市に位置する県。県人民政府の所在地は城関鎮。

## 行政区画
6鎮、6郷を管轄：
- 鎮：城関鎮、站児巷鎮、西坡鎮、楊店鎮、顕竜鎮、雲屏鎮
- 郷：左家郷、魚池郷、興化郷、張家郷、泰山郷、金洞郷

## 交通

### 鉄道
- 中国鉄路総公司
  - 宝成線
    - 両当駅
    - 宏慶駅

### 道路
- 国道
  - G316国道